# قرار مجلس الأمن التابع للأمم المتحدة رقم 31
قرار مجلس الأمن التابع للأمم المتحدة رقم 31، الصادر في 25 أغسطس 1947، عرض المساعدة في الحل السلمي للثورة الوطنية الإندونيسية من خلال تشكيل لجنة من ثلاثة أعضاء؛ واحد تختاره هولندا، وواحد تختاره إندونيسيا، والثالث تختاره الدولتان الأخريان في اللجنة.
حصل القرار على ثمانية أصوات، مع امتناع بولندا وسوريا والاتحاد السوفياتي.